# Aegon N.V.
Aegon N.V. er en hollandsk multinational finansvirksomhed, der er engageret indenfor livsforsikring, pensions- og formueforvaltning. I 2020 var der 26.000 ansatte og en omsætning på 25,657 mia. Euro. Virksomheden har hovedkvarter i Haag og er børsnoteret på Euronext Amsterdam.
Aegon blev etableret i 1983 ved en fusion mellem AGO Holding N.V. og Ennia N.V.